# Kimura Shōnosuke
Kimura Shōnosuke (木村 庄之助) est l'un des deux noms donné au tate-gyōji, le grade le plus important pour un arbitre de sumo, avec Shikimori Inosuke.
Il n'y a qu'un « Kimura Shōnosuke », et il le reste jusqu'à sa retraite, à l'âge de 65 ans.
De 2013 à 2015, Kimura Shōnosuke est le 37e du nom.
Kimura Shōnosuke arbitre le dernier combat, appelé musubi-no-ichiban, de chacun des quinze jours d'un honbasho, il est également présent lors du dohyō-iri des yokozuna du côté est du banzuke (classement des lutteurs) et lors de la cérémonie de purification du dohyō, le ring, avant chaque honbasho.
Kimura Shōnosuke, tout comme Shikimori Inosuke, possède dans sa ceinture une dague, symbolisant l'importance de la décision qu'il prend. Dans les temps anciens, quand il n'y avait pas de juges autour du dohyō pour discuter de la décision arbitrale, et si le gyōji faisait une erreur flagrante, visible par tous, utiliser la dague était une matière honorable de finir ses jours. Aujourd'hui, l'arbitre présente sa démission, le plus souvent rejetée, à l'association japonaise de sumo lorsqu'il commet une grossière erreur.